# Томас Уэйн
Томас Уэйн (англ. Thomas Wayne) — вымышленный персонаж, появляющийся в комиксах издательства «DC Comics», отец Брюса Уэйна (Бэтмен) и муж Марты Уэйн, а также дед по отцовской линии Дэмиена Уэйна.
Томас впервые появился в 33-м номере «Детективных комиксов» в ноябре 1939 года, первом изложении истории происхождения Бэтмена. Одарённый хирург и филантроп из Готэм-Сити, Томас унаследовал семейное состояние Уэйнов после Патрика Уэйна. После того, как Томаса и его жену убивают во время уличного ограбления, Брюс, ставший свидетелем их убийства, вдохновляется на борьбу с преступностью как Бэтмен.
Томас был возрождён в альтернативном комиксе Джеффа Джонса «Флэшпоинт» 2011 года, в котором он играет главную роль более жёсткой версии Бэтмена, чей сын был убит вместо его жены и его самого, и снова умирает к концу сюжетной линии. Томас вернулся в основную вселенную DC в «Возрождении DC», как возрождённое объединение его первоначального «Я», убитого Джо Чиллом, и его Бэтмэна из «Флэшпоинта», убитого Эобардом Тоуном в «Кнопке». Томас был изображён в кино и на телевидении Дэвидом Бэкстом, Майклом Скрантоном, Лайнусом Роучем, Грейсоном МакКочем, Джеффри Дином Морганом, Беном Олдриджем и Бреттом Калленом.

## Предыстория
Томаса Уэйна, доктора медицины, редко показывают вне воспоминаний Брюса Уэйна и Альфреда Пенниуорта о нём, а часто и в сновидениях и кошмарах Брюса. Его часто изображают очень похожим на своего сына, но с усами.
Примечательным событием в биографии Томаса было падение Брюса через трещину (иногда трещину заменяют заброшенным колодцем) на участке Уэйна в то, что однажды станет Бэтпещерой. Томас в конце концов спасает своего напуганного сына из пещеры.
Роль доктора Уэйна в будущей карьере его сына расширена в «Первом Бэтмене», комикс Серебряного века, в котором рассказывается, что Томас нападает на хулиганов и побеждает их, будучи одетым как «Бэтмен» на бал-маскарад. Согласно истории, действия доктора Уэйна приводят к тюремному заключению криминального авторитета Лью Моксона. Десять лет спустя Моксон приказывает Джо Чиллу убить Томаса. Понимая, что Моксон приказал убить его родителей, Бэтмен противостоит Моксону, который теперь страдает амнезией и не помнит доктора Уэйна. Когда его костюм разорван, Бэтмен надевает костюм своего отца, чтобы напугать Моксона. Конечно же, костюм восстанавливает память Моксона; бывший криминальный авторитет впадает в панику, полагая, что призрак Томаса нападает на него, и убегает на улицу, где его сбивает грузовик. Эти события были пересказаны в мини-сериале 1980 года «Нерассказанная легенда о Бэтмене». После «Кризиса на Бесконечных Землях» Томас как «Первый Бэтмен» был переконфигурирован - вместо этого он посещает бал-маскарад как Зорро. Это было ещё раз ретконизировано на страницах «Супермен/Бэтмен», где Супермен, надеясь обратить вспять некоторые изменяющие вселенную сдвиги во временных потоках, приземляется в версии Готэм-Сити, в которой Томас никогда не умирал, обнаружив, что он раздаёт конфеты на Хэллоуин в оригинальном костюме Бэтмена.
Во многих современных интерпретациях персонажа, таких как Фрэнка Миллера и Джефа Лоуба, Томас Уэйн изображается как холодный и суровый отец, даровавший своим пациентам больше доброты и щедрости, чем его собственному сыну.
Некоторое время подозревалось, что доктор Уэйн был отцом Бейна. Однако тест ДНК доказал, что это ложь, а недавно выяснилось, что настоящим отцом Бейна является Король Змей.
В «Бэтмен: Долгий Хэллоуин» ретроспективный кадр показывает, что Томас Уэйн спас жизнь гангстеру Кармайну Фальконе. Отец Фальконе Винсент Фальконе приехал в поместье Уэйнов и умолял Томаса спасти его умирающего сына, которого ранил конкурент Луиджи Марони. Томас хотел отвезти Фальконе-младшего в больницу, но Винсент настаивал, чтобы никто не знал о стрельбе. Томас провёл операцию в столовой с помощью Альфреда. После спасения жизни Кармайна ему предложили вознаграждение или услугу, но он отказался принять любую форму оплаты. Без ведома Томаса юный Брюс наблюдал за всем происходящим издалека. Спустя годы Брюс размышляет, не было бы лучше Готэму, если бы его отец позволил Фальконе умереть, Альфред отвечает, что Томас помог бы любому нуждающемуся.
В «Супермен/Бэтмен» №50 выясняется, что во время поездки с беременной женой Мартой, Томас становится свидетелем падения на Землю странного объекта. Когда он осматривает его, сознание Томаса переносится на планету Криптон и представляется в голографической форме. Там он встречает Джор-Эла, желающего узнать, что это за мир Земля, поскольку это один из многих возможных кандидатов, куда он может отправить своего сына Кал-Эла. Томас говорит Джор-Элу, что люди Земли не идеальны, но по сути являются хорошей и доброй расой, которая будет правильно воспитывать ребёнка, убедив Джор-Эла отправить туда Кал-Эла. Вернувшись в своё тело, Томас использует технологию Криптонского зонда, чтобы оживить терпящую неудачу «Wayne Enterprises». Спустя годы инопланетные технологии станут основой многих технологий Бэтмена по борьбе с преступностью. Томас записал свою встречу в дневник, который открыл Брюс в наши дни.

### Убийство
При выходе из театра Томас и Марта Уэйн убиты грабителем прямо на глазах у их сына Брюса. Эта трагедия шокирует Готэм и приводит к тому, что Парк-Роу (улице, где она произошла), начинают называть Преступной аллеей. Что наиболее важно, это служит мотивацией для Брюса стать Бэтменом.

### Предполагаемая двойная жизнь
В «Покойся с миром, Бэтмен» утверждается, что Томас и Марта Уэйны вели двойную жизнь, тайно участвуя в преступных действиях, злоупотреблении наркотиками и оргиях, и создавали респектабельный вид для внешнего мира. Однако далее выясняется, что предполагаемые доказательства были подделаны.
Доктор Саймон Хёрт, глава «The Black Glove», утверждает как Брюсу Уэйну, так и Альфреду Пенниуорту, что на самом деле он Томас Уэйн. Хотя они оба совершенно не верят ему, Хёрт никогда прямо не отказывается от этого заявления.
В «Бэтмен и Робин» предполагается, что некоторые, если не все, из этих обвинений начали распространяться по Готэму. Дик Грейсон и Дэмиен Уэйн присутствуют на светском мероприятии, на котором несколько гостей вечеринки неопределенно упоминают о существовании слухов, окружающих семью, и Дик пытается связать отсутствие Брюса из поля зрения общественности с тем, что он занят очищением репутации своей семьи. Ситуация достигает апогея, когда Хёрт возвращается в город, утверждая, что он Томас Уэйн, чтобы взять под контроль Поместье Уэйнов и утвердиться в качестве нового Бэтмена, но Грейсон и Дамиан перехитрили его.
В ходе серии комиксов о «Бэтмене и Робине» намекают, что настоящая личность Саймона Хёрта - это Томас Уэйн, хотя и из 17-го века, который был «белой вороной» в семье Уэйнов и продлевает свою жизнь с помощью оккультных ритуалов. В «Бэтмен: Возвращение Брюса Уэйна» и его продолжении «Брюс Уэйн: Дорога домой» укрепляет статус Хёрта как старшего Томаса Уэйна из пуританских веков, обезумевшего от встречи с Барбатосом, гиперадаптером, посланным во времени вместе с Брюсом Уэйном, чтобы гарантировать эффективность Санкции Омега Дарксайда (сила, способная перемещать во времени и пространстве).

## Другие версии

### Бэтмен: Замок летучей мыши
В «Бэтмен: Замок летучей мыши» доктор Брюс Уэйн обнаруживает сохранившийся мозг своего отца глубоко под исследовательским университетом, где он работает. Он крадёт эту и другие части тела в отчаянной попытке воскресить своего любимого отца. Это не работает из-за различных факторов, находящихся вне его контроля, но часть существа, которая всё ещё узнает и любит своего сына, делает всё возможное, чтобы помочь Брюсу сбежать от врагов и разоблачить человека, ответственного за убийства Уэйнов. Томас обнаружил, что один из его коллег убивал людей, чтобы усовершенствовать консервирующую жидкость, используемую для хранения органов (включая мозг Томаса, забранный его убийцей после его смерти).

### Бэтмен: Династия Тёмного рыцаря
В «Бэтмен: Династия Тёмного рыцаря» Томас и Марта Уэйны спасены от смерти, когда Валентайн Синклер, он же Вандал Сэвидж, человек, который давно интересуется семьёй Уэйнов и восхищается ею, несмотря на то, что они часто в конечном итоге выступают против него, когда они узнают о его планах - отпугивает Джо Чилла. Затем Синклер становится партнёром «Wayne Enterprises», только для того, чтобы убить Уэйнов, когда они угрожают разоблачить его план по отвлечению метеора, который дал ему его силы, обратно на Землю, чтобы изучить его. Их смерть происходит от рук прихвостня Синклера, Пугало, который внушением заставляет их вспомнить грабёж, убегая от подсознательного Чилла, они падают с балкона. Это побуждает Брюса стать Бэтменом для расследования.

### Бэтмен: Святой террор
В «Бэтмен: Святой террор», изображающем альтернативную временную шкалу, где Оливер Кромвель установил теократическое правительство по всему миру, Томас Уэйн является главным врачом Тайного совета, но когда обнаруживается, что он лечит различных «врагов государства», таких как евреи или гомосексуалисты, Звёздная Палата тайным голосованием голосует за казнь его и Марты, чтобы это выглядело как случайное ограбление.

### Бэтмен: Земля-1
В графическом романе «Бэтмен: Земля-1», написанном Джеффом Джонсом и проиллюстрированном Гэри Фрэнком, Томас Уэйн был врачом, баллотировавшимся на пост мэра против Освальда Кобблпота. Кобблпот попытался организовать убийство своего оппонента во время посещения последним кинотеатра со своей семьёй, но грабитель первым встретил их и убил Томаса и его жену. Также подразумевается, что и он, и Альфред хранят травмирующий секрет.

### Лига справедливости Америки: Земля-2
В «Лига справедливости Америки: Земля-2» Гранта Моррисона и Фрэнка Куитли Томас Уэйн из вселенной антивещества является отцом суперзлодея Совмена. Как и оригинальная версия Томаса, он женился на Марте Кейн и стал отцом Брюса Уэйна. Однако у этой версии также был второй ребёнок по имени Томас Уэйн-младший после того, как Марту и Брюса застрелил нечестивый полицейский, когда Томас-старший отказался сопровождать его на допрос, поскольку Томас Уэйн провёл «незаконную медицинскую операцию», Томас-младший становится Совменом, чтобы отомстить системе правосудия. Позже выясняется, что Томас Уэйн-старший в настоящее время является комиссаром Полицейского управления Готэм-Сити, пытаясь привлечь своего сына к ответственности с помощью штата идеалистических офицеров. Совмен считает своей целью «наказать» отца за то, что он позволил его матери и брату умереть.

### Супермен: Красный сын
В комиксе Марка Миллара «Супермен: Красный сын» родители Бэтмена (неназванные) являются антикоммунистическими протестующими в Советском Союзе. Их казнил в своём доме комиссар НКВД Пётр Рослов за печать и распространение антикоммунистических брошюр. Их сын становится свидетелем убийств и попыток свергнуть Коммунистическую партию Советского Союза, будучи взрослым.

### Тайны Смолвиля
Пятый выпуск продолжения комиксов телесериала «Тайны Смолвиля», написанный исполнительным редактором историй Брайаном К. Миллером, показывает, что Лайонел Лютор пригласил Томаса присоединиться к тайному обществу «Veritas» с Верджилом Суанном, от чего Томас отказался.

### 52 новинки

#### Земля-2
В доработанной «Земля-2» альтернативной вселенной «52 новинки» Томас Уэйн оказывается второй версией Бэтмена, сменившей своего сына на посту главы государства благодаря использованию таблетки Миракло Часовщика, которая увеличивает его силу и ловкость. Он заявляет, что ему 65 лет. В отличие от его изображения на Первой Земле, он и Марта Уэйн являются целью убийства из-за связей Томаса с мафией и последующих попыток «всё исправить», когда родился Брюс. Томас скрывает тот факт, что он выжил много лет, чтобы уберечь Брюса. В конце концов, когда первая версия Бэтмена выслеживает Томаса, он узнает правду и отвергает причину, по которой Томас был «мёртвым» на протяжении большей части жизни Брюса, тем самым отговаривая его от каких-либо будущих отношений со своим сыном и, соответственно, с Брюсом и бывшей Женщиной-кошкой Селиной Кайл. Однако он наблюдал за ними издалека и старался быть настолько вовлечённым, насколько мог, особенно с их дочерью Хеленой. После смерти Брюса, спасающего Землю-2 от вторжения Апоколиптанов, Томас чествует его, взяв «мантию Летучей мыши» и используя Миракло, чтобы помочь ему бороться с преступностью.
После разрушения Земли-2 в войне с Апоколипсом, как видно из сюжетной линии «Конвергенции», Томас Уэйн - один из немногих выживших, перенесённых в мир Телоса, вместе с Диком Грейсоном и другими героями. Исследуя этот мир, Томас путешествует с Диком в один из вариантов Готэм-Сити, существовавшего до «Флэшпоинта», где у него происходит неизвестный разговор с Брюсом, прежде чем он улетает с Диком на летающем Бэтмобиле. Когда они загнаны в угол Клубом злодеев, который преследовал их из города, Томас жертвует собой в результате взрыва бомбы-самоубийцы, уничтожая при этом большую часть Клуба злодеев, его последними словами было сообщить Клубу злодеев, что они никогда не причинят вреда другому Бэтмену.
Томас сменил Дика в мантии Бэтмена.

#### Земля-3
В доработанной «Земля-3» альтернативной вселенной «52 новинки» Томас Уэйн-старший фигурирует в истории происхождения Совмена. В отличие от отца Бэтмена, который был высококвалифицированным хирургом и филантропом, спасшим за своё время бесчисленное количество жизней, Томас Уэйн с Земли-3 - трусливый врач-социопат, который часто убивает своих пациентов (Марта утверждает, что это произходит из-за «хирургического фетиша») и тратит деньги на адвокатов, чтобы скрыть обставить эти смерти как несчастный случай. Альфред с Земли-3 убивает его вместе с Мартой и Брюсом по приказу Томаса Уэйна-младшего. Позже Совмен заявляет, что его отец был слабым человеком, и задаётся вопросом, почему Бэтмен посвятил свою жизнь памяти Томаса Уэйна из Первой Земли.

### Разорванные комиксы DC
В открытии первого выпуска комиксов «Разорванные комиксы DC», действие которого происходит в альтернативной истории 1940 года, жизни Томаса и Марты Уэйнов спасает уже существующая Бэтвумен, подразумевая, что Брюс Уэйн никогда не вырастет, чтобы стать Бэтменом. Однако в последнем выпуске, действие которого происходит в 1960 году, теперь уже выросший Брюс Уэйн начинает обучение и становится Бэтменом, чтобы почтить память человека, который спас жизнь ему и его родителям.

## В других СМИ

### Телевидение

#### Игровое кино
- В то время как Томас никогда не появлялся в телесериале о Бэтмене 1960-х годов, Брюс Уэйн упомянул, что убийство его родителей - это то, что побуждает его уничтожать преступников. В первом эпизоде Брюс упоминает юридические книги своего отца, подразумевая, что его отец не был врачом, как в других версиях.
- Томас Уэйн появляется в телесериале Fox «Готэм», в пилотном эпизоде его играет Грейсон МакКоч[16]. Убийство его и Марты Уэйн - главный сюжет сериала, поскольку в первой серии их застрелил человек в маске и блестящих туфлях. Свидетельницей этого убийства была Селина Кайл. В эпизоде «Между наковальней и молотом» Сид Бандерслоу раскрывает, что Томас хранил молчание о незаконных действиях в «Wayne Enterprises». В эпизоде «Этот шар грязи и подлости» выяснилось, что Патрик «Спичка» Мэлоун был тем, кто убил Томаса и Марту Уэйнов. В эпизоде «Пайнвуд» Томас оказывается близким другом Хьюго Стрейнджа, который пытался убедить его перед смертью не выступать против группы, стоящей за «Wayne Enterprises». Это привело к тому, что Стрейндж получил приказ организовать смерть Томаса Уэйна. В эпизоде «Эйс Кемикалс» выяснилось, что Джеремая Валеска похитил мужа и жену, у которых была такая же костная структура и строение, как у Томаса и Марты Уэйнов, он заставил Безумного Шляпника загипнотизировать их, а врач, работающий на него, сделал им пластическую операцию. Это часть плана Джеремаи по воспроизведению ночи, когда были убиты Томас и Марта Уэйны. Когда дело дошло до убийства в переулке, Джеремая уже убил двойников после того, как они выполнили свою задачу, и заменил их загипнотизированными Джеймсом Гордоном и Лесли Томпкинс. Этой попытке убийства помешала Селина Кайл.
- Томас Уэйн появляется в приквеле «Пенниуорт», которого исполнил Бен Олдридж[17]. В этой версии он агент ЦРУ, действующий из Готэма в Англии, чтобы следить за Альфредом и действовать под прикрытием в Безымянной лиге.
- Фотография Томаса появляется в поместье Уэйнов в сериале «Титаны».

#### Мультсериалы
- Томас Уэйн появляется со своей женой в «Супермощная команда: Стражи галактики», где его озвучивает Пол Кирби. В воспоминаниях в эпизоде «Страх» Томас, Марта и Брюс сталкиваются с неопознанным грабителем сразу после просмотра фильма о Робине Гуде. Когда Томас пытается дать отпор грабителю, Брюс говорит: «Нет, папа, у него...», вспыхивает молния, когда в его родителей стреляют за кадром. Это был первый раз, когда происхождение Бэтмена было показано вне комиксов.
- Доктор Томас Уэйн упоминается в мультсериале «Бэтмен». Томас был хорошим другом Мэрион Грейндж (мэр Готэм-Сити в течение первых четырёх сезонов), Люциуса Фокса (генеральный директор «Wayne Enterprises») и Альфреда Пенниуорта. Взяв своего сына на просмотр фильма «Наездник в плаще», Томас и Марта Уэйны были убиты неопознанным грабителем. В нескольких эпизодах первого сезона Брюс Уэйн несколько раз вспоминает убийство своих родителей. В премьере четвертого сезона Бэтмен говорит Дику Грейсону, родители которого были только что убиты Тони Зукко, вытащившим болты из перил трапеции, что «человек, убивший моих родителей, так и не был привлечён к ответственности». Также в будущем, как видно из эпизода «Артефакты», было неверно истолковано, что Томас был Бэтменом, а Марта — Бэтвумен, а их сыном был Красный Робин.
- Томас Уэйн несколько раз фигурирует в мультсериале «Бэтмен: Отважный и смелый», где его озвучивает Кори Бёртон («Вторжение тайных Санта Клаусов!»), Грег Эллис («Рассвет Дэдмена!») и Адам Уэст («Холод ночи!»). Он появляется в воспоминаниях в эпизоде «Вторжение тайных Санта Клаусов!», а также появляется как призрак в эпизоде «Рассвет Дэдмена!». Персонажу отведена более центральная роль в эпизоде «Холод ночи!», где Призрачный незнакомец переносит Бэтмена во времени на костюмированную вечеринку, которую посетил Томас. Бэтмен отмечает, что костюм Томаса очень похож на его. Бэтмен объединяется со своим отцом, чтобы бороться с бандой грабителей во главе с Лью Моксоном и узнаёт новую информацию об убийстве Томаса и Марты.
- Томас Уэйн появляется в нескольких воспоминаниях в мультсериале «Берегитесь Бэтмена», где его озвучивает Энтони Руйвивар. Он появляется в эпизодах «Секреты», «Падение», «Монстры» и «Уникальный».

##### Анимированная вселенная DC
- Томас Уэйн эпизодически появляется во анимированной вселенной DC, в основном его озвучивает Кевин Конрой.
  - Томас Уэйн появляется в «Бэтмен: Мультсериал», первоначально озвученный Ричардом Моллом (в эпизодах «Бояться нечего», «Видения во тьме» и «Двуликий»). В этой версии Томас и его жена Марта убиты в Преступной аллее неизвестным мужчиной. Убийство лишь изредка упоминается в кошмарах. В эпизоде «Бояться нечего» Бэтмен находится под воздействием токсина страха Пугало и видит галлюцинацию, в которой его отец стыдится его. В эпизоде «Видения во тьме» Бэтмен снова одурманен токсином страха и видит своих родителей, идущих к туннелю, он бежит к ним, прося остановиться. Они входят в туннель, который оказывается стволом гигантского орудия, с которого капает кровь. Бэтмен кричит, когда мир становится белым, и слышен громкий выстрел. В эпизоде «Двуликий» Бэтмену снится кошмар о том, что он не сумел спасти главного злодея, и Томас появляется рядом с Мартой и спрашивает: «Почему ты не смог спасти нас, сынок?». В сериале также используется мотив розы, который в фильмах «Бэтмен» и «Бэтмен навсегда» ассоциируется с убийством. Брюс Уэйн оставляет розы на месте убийства своих родителей в годовщину события (как он это делает в комиксах, за исключением того, что оставляет розы на их могилах). Как и в комиксах, его друг доктор Лесли Томпкинс является одной из законных опекунов его сына. Томас также был близким другом доктора Мэттью Торна, брата криминального авторитета Руперта Торна, и доктора Лонга (факультет Готэмского университета).
  - Томас Уэйн появляется в мультсериале «Лига справедливости без границ». В эпизоде «Для человека, у которого есть всё», Бэтмен ненадолго попадает в ловушку галлюциногенного растения под названием «Чёрное милосердие», которое помещает его в идеализированный мир снов, где его отец сражался и был на грани победы над Джо Чиллом. Когда действие Чёрного милосердия проходит (Чудо-женщина, которая также выкрикивает имя Брюса, пытаясь разбудить его ото сна), галлюцинация заканчивается тем, что Чилл снова берёт верх, а память возвращается к исходному состоянию.

### Кино

#### Игровое кино

##### Бэтмен(серия фильмов Тима Бёртона и Джоэла Шумахера)
- Томас Уэйн, которого сыграл Дэвид Бакст, появился в «Бэтмене» Тима Бёртона 1989 года. В воспоминаниях на Уэйнов устраивает засаду в переулке банда Джека Напьера. Когда Томас пытается защитить Марту от партнёра Напьера, Джек стреляет в него и Марту.
- В «Бэтмен навсегда» Джоэля Шумахера 1995 года показывают новое воспоминание об убийстве Уэйнов. Роль Томаса Уэйна играет Майкл Скрэнтон.

##### Трилогия Кристофера Нолана
- Лайнус Роуч сыграл Томаса Уэйна в «Бэтмен: Начало» (2005 год). В этом воплощении он хирург в больнице Готэм-Сити, является пятым поколением семьи Уэйн, живущим в поместье Уэйнов, руководитель «Wayne Enterprises». Когда молодой Брюс Уэйн падает в пещеру, Томас лично спасает своего сына, спустившись туда. Томас говорит своему сыну: «Брюс, почему мы падаем?... Чтобы мы могли снова научиться подниматься». По словам Альфреда Пенниуорта, он и Марта Уэйн считали, что их пример поможет вдохновить богатую элиту Готэма на участие в помощи городу. Одно из его начинаний включало построение эффективной системы общественного транспорта в виде надземных поездов, чтобы обеспечить бесплатный транспорт для жителей Готэма. В этой версии он и Марта застрелены Джо Чиллом. Они рано покидают оперу «Мефистофель», когда Брюса пугают артисты, одетые как летучие мыши. Доктор Уэйн пытается защитить свою жену после того, как Чилл пытается сорвать её ожерелье. Затем Чилл стреляет, убивает их обоих и убегает. Последние слова Томаса своему сыну: «Брюс... Всё в порядке. Не бойся». В фильме показано, что смерть двух таких выдающихся граждан побуждает элиту Готэм-Сити вернуть его с грани разорения (временно сорвав план Ра’с аль Гула по разрушению экономики Готэма).
- В «Тёмный рыцарь: Возрождение легенды» (2012 год) Брюсу Уэйну помогает память отца, которая способна выбраться и сбежать из тюрьмы Яма на Ближнем Востоке, которая внешне напоминает колодец, из которого Томас спас своего сына в детстве.

##### Расширенная вселенная DC

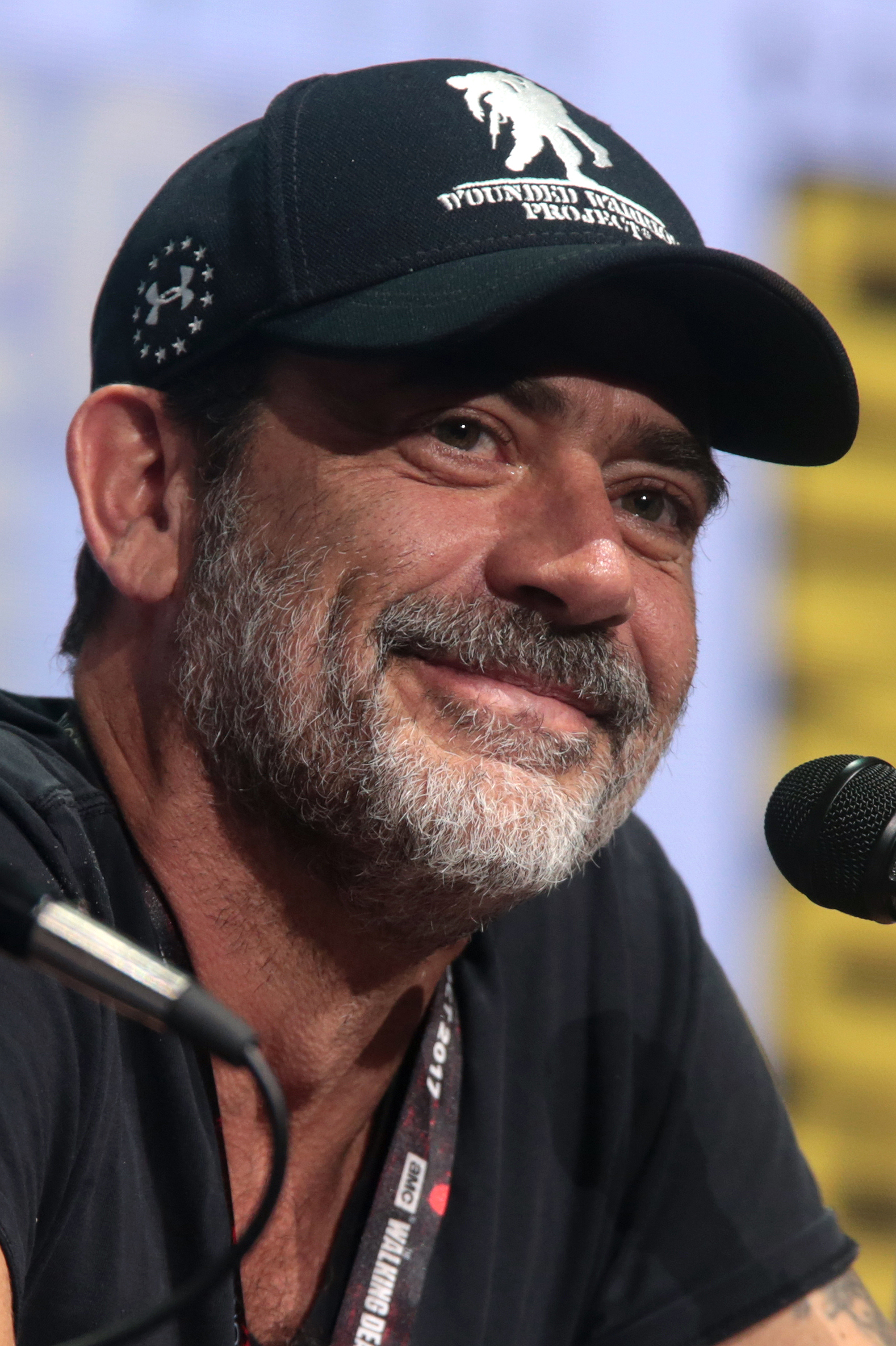
Джеффри Дин Морган играет Томаса Уэйна в фильме 2016 года «Бэтмен против Супермена: На заре справедливости»

- Джеффри Дин Морган сыграл Томаса Уэйна в фильме 2016 года «Бэтмен против Супермена: На заре справедливости». В этой версии Уэйны покидают кинотеатр после фильма 1940 года «Знак Зорро». Грабитель держит их под прицелом под железнодорожным мостом. Томас идёт к грабителю, пытаясь спасти свою семью, но грабитель стреляет в него. Его жена Марта также ранена.
- Портрет Томаса Уэйна в образе Джеффри Дина Моргана появляется в поместье Уэйнов в фильмах «Бэтмен против Супермена: На заре справедливости» (2016 год) и «Лига справедливости» (2017 год).

##### Джокер
Бретт Каллен играет Томаса Уэйна в фильме «Джокер» 2019 года.
В этом фильме Томас Уэйн изображён гораздо менее сочувственно, чем в других воплощениях. Он успешный бизнесмен, который баллотируется на пост мэра Готэм-Сити, но он мало сочувствует низшим слоям общества, полагая, что им некого винить, кроме самих себя, в своих несчастьях. По ходу фильма Артур Флек (Хоакин Феникс) узнаёт из письма, которое пишет его мать Пенни (Фрэнсис Конрой), что он может быть сыном Томаса Уэйна, результатом их романа, когда она работала у него горничной. Артур пробирается за кулисы на мероприятии кампании и противостоит Уэйну, который отрицает, что Артур - его сын или что у них с Пенни когда-либо был роман. Он говорит, что Пенни заблуждается и всё это выдумала. Затем Томас бьёт Артура по лицу за то, что тот раньше разговаривал с его сыном Брюсом, и угрожает убить Артура, если он когда-нибудь снова подойдёт к Брюсу. В конце фильма Томас, Марта (Кэрри Луиза Путрелло) и Брюс пытаются спастись бегством от бунта, который косвенно вызвал Артур, теперь называющий себя «Джокером». Один из бунтовщиков в маске последовал за ними, догнав их, он сердито говорит Томасу, что он получает то, что заслуживает, и, несмотря на попытки Томаса остановить его, бунтарь убивает его и Марту на глазах у Брюса, начиная его путь к тому, чтобы стать Бэтменом.
Томас Уэйн упоминался фильме Бэтмен Здесь его другом был Кармайн Фальконе Томас  нанял его что бы от пригнул одного журналиста который следил его женой Мартой Фальконе хотел много больше следствие он убил Томаса с женой.

#### Анимационные фильмы
- Томас Уэйн несколько раз упоминается в «Бэтмен против Дракулы».
- Доктор Томас Уэйн появляется в «Бэтмен: Рыцарь Готэма», где его озвучивает Джейсон Марсден.
- Томас Уэйн появляется в «Бэтмен: Возвращение Тёмного рыцаря», где его озвучивает Брюс Тимм.
- Итерация Бэтмена из «Флэшпоинт» появляется в «Лига Справедливости: Парадокс источника конфликта», где его озвучивает Кевин МакКидд[22][23]. Как и в оригинальной вселенной «Флэшпоинт», Томас Уэйн превращается в борющегося с преступностью линчевателя после смерти своего сына(также показано, что он убил Джо Чилла, а его пистолет положил в качестве трофея), в то время как Марта Уэйн сходит с ума в роли Джокера. Бэтмен не заботится о преступности за пределами Готэм-Сити, и его успешные казино финансируют его, казалось бы, бесплодную борьбу с преступностью. Несмотря на его циничное мировоззрение, Бэтмен неохотно помогает Барри Аллену с устройством, чтобы воссоздать несчастный случай, стоящий за способностями Барри в роли Флэша. После того, как первая попытка не удалась(Барри получает серьёзные ожоги), а вторая восстанавливает силы Барри, Бэтмен и Флэш обращаются к Киборгу за помощью в отслеживании правительственной ветви, которая спрятала хрупкого Кал-Эла. Когда освобождение Кал-Эла потерпело неудачу вместе с болезненными изменёнными воспоминаниями Флэша, альтернативный Тёмный рыцарь пытается предотвратить психическое ухудшение спидстера с помощью памяти своего сына. Когда мировая война между Акваменом и Чудо-женщиной достигает своего предела, команда Киборга направляется к финальной битве на самолёте Бэтмена. Во время хаоса Бэтмен и Грифтер убивают Чёрную Манту, после чего Бэтмен сухо называет Грифтера «мальчиком-идиотом», прежде чем альтернативный Тёмный рыцарь будет ранен Повелителем Океана. В середине монолога Профессора Зума к Флэшу, Бэтмен стреляет злому спидстеру в голову. Перед тем, как Флэш уходит, чтобы сбежать из альтернативного мира, Томас передаёт Флэшу письмо для своего сына. Во вселенной «Нового 52» Флэш отдаёт письмо Томаса Бэтмену (Брюс Уэйн).
- Томас Уэйн ненадолго появляется во время воспоминаний в «Сын Бэтмена».
- Томас Уэйн появляется в «Бэтмен против Робина», где его снова озвучивает Кевин Конрой[24].
- В «Лего Фильм: Бэтмен» показана картина в поместье Уэйнов, на которой изображены Томас, Марта и молодой Брюс, когда Брюс смотрит на неё, говоря своим мёртвым родителям, что он снова спас Готэм-Сити.
- Томас Уэйн появляется в «Супергерои DC против Орлиного когтя», где его озвучивает Фрогман[25].
- Итерация Бэтмена из «Флэшпоинт» без голоса появляется в «Отряд самоубийц: Строгое наказание», в моменте когда он выстрелил в голову Эобарда Тоуна в «Лига Справедливости: Парадокс источника конфликта», за что получил уважение Дэдшота, перед тем, как сам Тоун будет стёрт(на атомы) оружием атлантов.

### Видеоигры
- В «Бэтмен: Восстание Син Цзу» есть камео Томаса Уэйна.
- Одежда Бэтмена из «Флэшпоинт» - один из игровых костюмов Бэтмена (Брюс Уэйн) в игре «Несправедливость: Боги среди нас»[26].
- Томас Уэйн появляется в воспоминаниях в «Бэтмен: Серия контрольных историй», где его озвучивает Трой Бейкер. В этой истории выясняется, что он был коррумпирован и имел криминальные связи с Кармайном Фальконе и мэром Гамильтоном Хиллом, при этом он финансировал их преступную деятельность. Кроме того, Томас был ответственен за насильственное помещение ряда людей в лечебницу Аркхем, если они представляли угрозу для него и его союзников или выступали против каких-либо их действий, включая мать Освальда Кобблпота, Эстер после того, как она отказалась отдать свою землю Томасу, что порождает вендетту Освальда против семьи Уэйнов, включая его друга детства Брюса. Как только Марта обнаружила всю степень его преступлений, она начала планировать разоблачить его, только для того, чтобы Хилл раскрыл её план и послал Джо Чилла убить Томаса и Марту в Преступной аллее. Альфред Пенниуорт, его дворецкий, планировал оставить службу после того, как устал мириться со своей преступной жизнью и давлением, чтобы сохранить в тайне свою незаконную деятельность, но остался, чтобы присматривать за Брюсом, когда они умерли. Брюс и большая часть Готэма оставались в неведении о его преступлениях до тех пор, пока через двадцать лет после его смерти группа под названием «Дети Аркхэма» (группа, в основном состоящая из жертв Томаса и их близких) публично не опубликовала доказательства его преступлений. Из-за того, что Томас был давно мёртв к тому времени, когда его преступления стали достоянием общественности, Брюс (несмотря на то, что он не был причастен к преступлениям своего отца) становится объектом большей части гнева как Детей Аркхема, так и жителей Готэма, причём многие из них считают, что Брюс не лучше своего отца. В результате Брюс сомневался в своём пути борьбы с преступностью, узнав о преступной жизни своего отца.
- Томас Уэйн упоминается в «Бэтмен: Враг внутри», продолжении «Бэтмен: Серия контрольных историй». Он упоминается Брюсом Уэйном при рассмотрении действий своего отца, также он вспоминает его, когда разговаривает с Харли Квинн. Он является основным фактором, по которому Альфред решает покинуть Брюса в 5-м эпизоде, опасаясь, что потребность Брюса в контроле закончится его смертью, как это произошло с Томасом.

#### Бэтмен: Аркхем
Томас Уэйн появляется в серии игр «Бэтмен: Аркхем», где его снова озвучивает Кевин Конрой:
- В «Бэтмен: Лечебница Аркхэм» Бэтмен, находясь под воздействием токсина страха Пугала, переживает воспоминания об убийстве своих родителей и ему снятся кошмары о родителях в мешках для трупов в морге медицинского учреждения. Кроме того, скамейка в лечебнице Аркхем, посвящённая Томасу и Марте Уэйнам, является ответом на одну из загадок Загадочника, которая ведёт к биографии Томаса и Марты.
- Томас Уэйн упоминается в «Бэтмен: Аркхем-Cити». В игре показан Театр Монарх, место убийства Томаса. Возле ворот убежища Ра’с аль Гуля Бэтмен падает в обморок от воздействия яда крови Джокера и видит в видении своих родителей на свету, которые умоляют его войти в этот свет и воссоединиться с ними. Однако Бэтмен не обращает на это внимания и продолжает. Если игрок посещает место убийства, Бэтмен обнаруживает пару меловых контуров, напоминающих тела его родителей, а также букет цветов и магнитофонную запись Хьюго Стрейнджа, насмехающегося над Тёмным рыцарем. Затем у игрока есть возможность «проявить уважение» на месте убийства, в результате чего Бэтмен на время встанет на колени. Убийство Уэйнов также кратко упоминается в одной из плёнок с интервью Пингвина, во время которого он рассказывает Стрейнджу о том, что был вне себя от радости после того, как услышал об их смерти, показывая ненависть к семье Уэйнов из-за давней вражды их семей.
- Персонаж упоминается в «Бэтмен: Летопись Аркхема». После поимки Джокера в отеле Роял и возвращения в Бэтпещеру, Бэтмен видит видение убийства его родителей в Преступной аллее. Место убийства Уэйнов можно найти в Преступной аллее на Парк-Роу за Театром Монарх (в том же месте, что и в «Бэтмен: Аркхем-Cити»), там же присутствуют пара меловых контуров тел Томаса и Марты вместе с одной розой. Костюм Бэтмена Томаса из «52 новинки: Земля-2» - это альтернативный наряд, который можно использовать в режиме испытаний, сетевой многопользовательской игры и режиме истории после завершения основной истории.
- Костюмы Бэтмена Томаса из «Флэшпоинт» и «52 новинки: Земля-2» появляются в «Бэтмен: Рыцарь Аркхема» в качестве загружаемого контента (DLC).